# Campeonato Mundial de Atletismo de 2011 - 110 m com barreiras masculino
A prova dos 110 metros com barreiras masculino do Campeonato Mundial de Atletismo de 2011 foi disputada entre os dias 28 e 29 de agosto  no Daegu Stadium, em Daegu

## Recordes
Antes desta competição, os recordes mundiais e do campeonato nesta prova eram os seguintes.
| Tipo                  | Atleta        | Tempo | Local     | Data                 |
| --------------------- | ------------- | ----- | --------- | -------------------- |
|                       | Dayron Robles | 12:87 | Ostrava   | 12 de junho de 2008  |
| Recorde do campeonato | Colin Jackson | 12:91 | Stuttgart | 20 de agosto de 1993 |

## Medalhistas
| Ouro                   | Prata           | Bronze            |
| Jason Richardson (USA) | Liu Xiang (CHN) | Andy Turner (GBR) |

## Cronograma
| Data         | Hora  | Evento    |
| ------------ | ----- | --------- |
| 28 de agosto | 09:50 | Bateria   |
| 29 de agosto | 19:00 | Semifinal |
| 29 de agosto | 21:25 | Final     |

Todos os horários são horas locais (UTC +9)

## Resultados

### Bateria
Qualificação: Os 3 de cada bateria (Q) e os 4 mais rápidos (q) avançam para a semifinal.
Vento: Bateria 1: +1.0 m/s, Bateria 2: −0.2 m/s, Bateria 3: +1.4 m/s, Bateria 4: −0.3 m/s
| Colocação | Atleta           | Tempo     |
| --------- | ---------------- | --------- |
| 1         | Liu Xiang        | 13 s 20 Q |
| 2         | Andrew Turner    | 13 s 32 Q |
| 3         | Willi Mathiszik  | 13 s 53 Q |
| 4         | Richard Phillips | 13 s 53 q |
| 5         | Ryan Brathwaite  | 13 s 57   |
| 6         | Sergey Shubenkov | 13 s 70   |
| 7         | Andreas Kundert  | 13 s 87   |
| 8         | Ahmad Hazer      | 14 s 42   |

| Colocação | Atleta                 | Tempo     |
| --------- | ---------------------- | --------- |
| 1         | Jason Richardson       | 13 s 19 Q |
| 2         | Dwight Thomas          | 13 s 31 Q |
| 3         | Ronald Forbes          | 13 s 54 Q |
| 4         | Konstadínos Douvalídis | 13 s 59   |
| 5         | Lawrence Clarke        | 13 s 65   |
| 6         | Alexander John         | 13 s 68   |
| 7         | Dominik Bochenek       | 13 s 96   |
| 8         | Balázs Baji            | 14 s 06   |

| Colocação | Atleta          | Tempo         |
| --------- | --------------- | ------------- |
| 1         | David Oliver    | 13 s 27       |
| 2         | Jiang Fan       | 13 s 47(PB) Q |
| 3         | Andrew Riley    | 13 s 47 Q     |
| 4         | Dimitri Bascou  | 13 s 51 q     |
| 5         | William Sharman | 13 s 52 q     |
| 6         | Héctor Cotto    | 13 s 60       |
| 7         | Lehann Fourie   | 13 s 86       |
| 8         | Iong Kim Fai    | 15 s 35       |

| Colocação | Atleta            | Tempo         |
| --------- | ----------------- | ------------- |
| 1         | Aries Merritt     | 13 s 36 Q     |
| 2         | Dayron Robles     | 13 s 42 Q     |
| 3         | Shi Dongpeng      | 13 s 55 Q     |
| 3         | Paulo Villar      | 13 s 55(SB) Q |
| 5         | Erik Balnuweit    | 13 s 56       |
| 6         | Emanuele Abate    | 13 s 63       |
| 7         | Othman Hadj Lazib | 13 s 63       |
| 8         | Park Tae-kyong    | 13 s 83       |

### Semifinal
Qualificação: Os 3 de cada bateria (Q) e os 2 mais rápidos (q) avançam para a final.
Vento: Bateria 1: −1.4 m/s, Bateria 2: −1.6 m/s
| Colocação | Aleta            | Tempo |
| --------- | ---------------- | ----- |
| 1         | Liu Xiang        | 13:31 |
| 2         | Aries Merritt    | 13:32 |
| 3         | Dayron Robles    | 13:32 |
| 4         | Andy Turner      | 13:44 |
| 5         | Dimitri Bascou   | 13:62 |
| 6         | Paulo Villar     | 13:73 |
| 7         | Richard Phillips | 13:76 |
| 8         | Willi Mathiszik  | 13:81 |

| Colocação | Aleta            | Tempo |
| --------- | ---------------- | ----- |
| 1         | Jason Richardson | 13:11 |
| 2         | David Oliver     | 13:40 |
| 3         | William Sharman  | 13:51 |
| 4         | Dwight Thomas    | 13:56 |
| 5         | Shi Dongpeng     | 13:57 |
| 6         | Ronald Forbes    | 13:67 |
| 7         | Jiang Fan        | 13:71 |
| 8         | Andrew Riley     | 13:75 |

### Final
A final teve inicio ás 21:25 
Vento: −1.1 m/s
| Colocação         | Faixa | Nome             | Nacionalidade  | Tempo | Notas |
| ----------------- | ----- | ---------------- | -------------- | ----- | ----- |
| Medalha de ouro   | 3     | Jason Richardson | Estados Unidos | 13.16 |       |
| Medalha de prata  | 6     | Liu Xiang        | China          | 13.27 |       |
| Medalha de bronze | 1     | Andy Turner      | Grã-Bretanha   | 13.44 |       |
| 4                 | 4     | David Oliver     | Estados Unidos | 13.44 |       |
| 5                 | 7     | Aries Merritt    | Estados Unidos | 13.67 |       |
| 5                 | 2     | William Sharman  | Grã-Bretanha   | 13.67 |       |
| 8                 | 8     | Dwight Thomas    | Jamaica        | DNF   |       |
| 8                 | 5     | Dayron Robles    | Cuba           | DSQ   |       |

Legenda
| Recorde mundial       | Recorde mundial (World record)               |                       | Recorde africano                      | Recorde africano (African) |                                           | Q | Classificado por posição (Qualified) |
| Recorde do campeonato | Recorde do campeonato (Championship record)  | Recorde da América    | Recorde da América (Americas)         | q                          | Classificado por melhor tempo (Qualified) |   |                                      |
| Melhor marca do ano   | Melhor marca do ano (World leading)          | Recorde asiático      | Recorde asiático (Asian)              | DNS                        | Não largou (Did not start)                |   |                                      |
| Recorde nacional      | Recorde nacional (National record)           | Recorde europeu       | Recorde europeu (European)            | DNF                        | Não terminou (Did not finish)             |   |                                      |
| Recorde pessoal       | Recorde pessoal do atleta (Personal best)    | Recorde da Oceania    | Recorde da Oceania (Oceania)          | DSQ / DQ                   | Desclassificado (Disqualified)            |   |                                      |
| Recorde da temporada  | Recorde da temporada do atleta (Season best) | Recorde sul-americano | Recorde sul-americano (South America) | NM                         | Sem marca (No mark)                       |   |                                      |